# Run to Him
"Run to Him" is een lied geschreven door Gerry Goffin en Jack Keller en uitgevoerd door Bobby Vee met de Johnny Mann Singers. Het werd geproduceerd door Snuff Garrett, en stond op Vee's album uit 1962, Take Good Care of My Baby. Een van de muzikanten op het lied was sessiedrummer Earl Palmer.

## Hitlijstprestaties
"Run to Him" bereikte nummer 2 in de Billboard Hot 100. Het bereikte ook nummer 6 in Canada en nummer 6 in het Verenigd Koninkrijk in 1961.
De B-kant van de single, "Walkin' with My Angel", bereikte nummer 53 in de Billboard-hitlijst en nummer 89 in Canada.